# Альтман, Семён Иосифович
Семён Ио́сифович А́льтман (укр. Семен Йосипович Альтман; род. 21 апреля 1946, Чугуев, Харьковская область) — советский и украинский футболист и футбольный тренер.

## Биография
Родился 21 апреля 1946 года в Чугуеве.
Начал играть в ДСШ-1 (Киев). Первый тренер — М. Б. Корсунский.
Играл вратарём в клубах «Колхозник» (Ровно), «Волынь» (Луцк), «Черноморец» (Одесса), «Звезда» (Тирасполь), «Локомотив» (Херсон).
Окончил Одесский инженерно-строительный институт и Одесский педагогический институт.
В 1976—1982 гг. — тренер СДЮСШОР «Черноморец».
Тренировал «Черноморец» (1982—1988, 1991—1994, 2003—2007), олимпийскую сборную Южной Кореи. Был главным тренером «Динамо» (Москва), «Зимбру» (Кишинёв), «Металлурга» (Донецк). В 2003—2007 гг. и 2010—2011 гг. входил в тренерский штаб национальной сборной Украины по футболу.
В октябре-ноябре 2008 года был главным тренером боровшегося за выживание в высшей лиге владивостокского клуба «Луч-Энергия». В 2010—2011 гг. работал помощником главного тренера национальной сборной Украины по футболу.
Сын — Геннадий Альтман, также футболист.
9 июня 2011 года Семён Альтман был официально представлен как новый главный тренер клуба «Таврия» почётным президентом «Таврии» Сергеем Куницыным. Под его руководством команда заняла 6-е место по итогам чемпионата Украины 2011/12. Таким образом, Альтман не сумел достичь поставленной владельцами клуба цели — выйти в еврокубки. 1 июня 2012 года он был освобождён от занимаемой должности. Вместе с Альтманом был уволен весь его тренерский штаб.
1 сентября 2012 года на аллее футбольной славы ФК «Черноморец» (Одесса) были увековечены первые двенадцать памятных звёзд, одна из которых посвящена Семёну Альтману.
20 июля 2019 года 73-летний украинский специалист Семён Альтман вернулся к тренерской деятельности. Он был назначен исполняющим обязанности наставника сборной Молдовы, поскольку Федерация футбола Молдавии расторгла контракт с Александром Спиридоном. Смена тренеров связана со слабыми результатами команды в квалификации Евро-2020. В июле 2021 года вошел в тренерский штаб Дениса Колчина в клубе второго Второй Лиги Украины «Балканы».

## Награды
- Орден «За заслуги» III (2004)[5] и II (2011)[6] степеней
- Заслуженный работник физической культуры и спорта Украины (2006)[7]

## Достижения (тренерские)
- Чемпион Молдавии (2): 1997/98, 1998/99
- Обладатель Кубка Молдавии (2): 1996/97, 1997/98
- Бронзовый призёр чемпионата Украины (2): 2001/02, 2005/06